# Кубок шотландской лиги 2010/2011
Кубок шотландской лиги 2010/11 — 65-й розыгрыш Кубка шотландской лиги. Соревнование началось 31 июля 2010 года и закончилось 20 марта 2011 года. Победитель турнира сезона 2009/10 глазговский клуб «Рейнджерс» защитил свой титул, переиграв в финале земляков из «Селтика» со счётом 2:1.

## Формат
Соревнование проводится среди 42 клубов шотландских Премьер-лиги и Футбольной лиги. В отличие от Кубка Шотландии в розыгрыше Кубка Лиги отсутствуют переигровки — если основное и дополнительное время поединка заканчивается с ничейным счётом, то победителя выявляют в серии послематчевых пенальти.
Команды, занявшие в предыдущем чемпионате Шотландии места с первого по шестое, стартуют в розыгрыше с третьего раунда. Занявшие места с седьмого по десятое — со второго раунда.
Остальные 32 команды участвуют с первого этапа розыгрыша. Пары соперников определяются путём «слепой» жеребьёвки без распределения по корзинам и сеяния клубов. Коллективы, победившие в первом раунде, на следующей стадии турнира играют между собой. С третьего этапа, пары вновь определяются «слепой» жеребьёвкой.
Полуфинальные встречи традиционно проводятся на стадионе «Хэмпден Парк», но в некоторых случаях могут быть сыграны на любом другом нейтральном поле по договорённости команд и Шотландской футбольной ассоциации.
Финальный матч также играется на «Хэмпден Парке».
| Раунд          | Участники |
| -------------- | --- |
| Первый раунд   | 30 команд, представляющих Шотландскую Футбольную лигу |
| Второй раунд   | 15 команд, победивших в Первом раунде + 6 клубов Премьер-лиги, не участвующих в розыгрышах еврокубков («Харт оф Мидлотиан», «Сент-Джонстон», «Абердин», «Гамильтон Академикал», «Сент-Миррен», «Килмарнок») + один клуб, покинувший высший дивизион страны по итогам прошедшего сезона («Фалкирк») |
| Третий раунд   | 11 команд, победивших в Втором раунде + 5 клубов Премьер-лиги, участвующих в розыгрышах еврокубков («Рейнджерс», «Селтик», «Данди Юнайтед», «Хиберниан», «Мотеруэлл») |
| Четвертьфиналы | 8 команд, победивших в Третьем раунде |
| Полуфиналы     | 4 команды, победившие в четвертьфиналах |
| Финал          | 2 команды, победившие в полуфиналах |

## Календарь
| Раунд          | Дата первого матча | Матчи | Клубы   |
| -------------- | ------------------ | ----- | ------- |
| Первый раунд   | 31 июля 2010       | 15    | 42 → 27 |
| Второй раунд   | 24 августа 2010    | 11    | 27 → 16 |
| Третий раунд   | 21 сентября 2010   | 8     | 16 → 8  |
| Четвертьфиналы | 26 октября 2010    | 4     | 8 → 4   |
| Полуфиналы     | 29 января 2011     | 2     | 4 → 2   |
| Финал          | 20 марта 2011      | 1     | 2 → 1   |

## Первый раунд
Жеребьёвка первого раунда турнира была проведена 28 мая 2010 года.
| Данди | 3:0 | Монтроз |
| ----- | --- | ------- |
|       |     |         |

| Элгин Сити | 3:2 (д.в.) | Эйр Юнайтед |
| ---------- | ---------- | ----------- |
|            |            |             |

| Данфермлин Атлетик | 5:2 | Арброт |
| ------------------ | --- | ------ |
|                    |     |        |

| Эннан Атлетик | 0:1 | Партик Тисл |
| ------------- | --- | ----------- |
|               |     |             |

| Стерлинг Альбион | 1:2 | Форфар Атлетик |
| ---------------- | --- | -------------- |
|                  |     |                |

| Альбион Роверс | 0:1 | Эйрдри Юнайтед |
| -------------- | --- | -------------- |
|                |     |                |

| Росс Каунти | 2:1 | Ливингстон |
| ----------- | --- | ---------- |
|             |     |            |

| Стенхаусмюир | 1:3 | Брихин Сити |
| ------------ | --- | ----------- |
|              |     |             |

| Рэйт Роверс | 4:1 | Ист Файф |
| ----------- | --- | -------- |
|             |     |          |

| Клайд | 2:1 | Кауденбит |
| ----- | --- | --------- |
|       |     |           |

| Питерхэд | 1:0 | Бервик Рейнджерс |
| -------- | --- | ---------------- |
|          |     |                  |

| Странраер | 1:7 | Гринок Мортон |
| --------- | --- | ------------- |
|           |     |               |

| Куин оф зе Саут | 5:1 | Дамбартон |
| --------------- | --- | --------- |
|                 |     |           |

| Инвернесс Каледониан Тисл | 3:0 | Куинз Парк |
| ------------------------- | --- | ---------- |
|                           |     |            |

| Ист Стерлингшир | 1:2 | Аллоа Атлетик |
| --------------- | --- | ------------- |
|                 |     |               |

Источник: BBC

## Второй раунд
Жеребьевка второго раунда Кубка шотландской лиги состоялась 6 августа 2010 года.
| Килмарнок | 6:2 | Эйрдри Юнайтед |
| --------- | --- | -------------- |
|           |     |                |

| Брихин Сити | 2:2 (д.в.) (3:1, по пен.) | Данди |
| ----------- | ------------------------- | ----- |
|             |                           |       |

| Харт оф Мидлотиан | 4:0 | Элгин Сити |
| ----------------- | --- | ---------- |
|                   |     |            |

| Аллоа Атлетик | 0:3 | Абердин |
| ------------- | --- | ------- |
|               |     |         |

| Сент-Джонстон | 2:0 | Гринок Мортон |
| ------------- | --- | ------------- |
|               |     |               |

| Росс Каунти | 3:3 (д.в.) (4:3, по пен.) | Сент-Миррен |
| ----------- | ------------------------- | ----------- |
|             |                           |             |

| Инвернесс Каледониан Тисл | 3:0 | Питерхэд |
| ------------------------- | --- | -------- |
|                           |     |          |

| Партик Тисл | 0:1 | Фалкирк |
| ----------- | --- | ------- |
|             |     |         |

| Куин оф зе Саут | 4:1 | Форфар Атлетик |
| --------------- | --- | -------------- |
|                 |     |                |

| Рэйт Роверс | 1:0 | Гамильтон Академикал |
| ----------- | --- | -------------------- |
|             |     |                      |

| Данфермлин Атлетик | 3:2 | Клайд |
| ------------------ | --- | ----- |
|                    |     |       |

Источник: BBC

## Третий раунд
Жеребьёвка третьего раунда розыгрыша прошла 31 августа 2010 года.
| Брихин Сити | 0:2      | Мотеруэлл     |
| ----------- | -------- | ------------- |
|             | Протокол | Пейдж 16′ 59′ |

| Фалкирк                                     | 4:3      | Харт оф Мидлотиан                 |
| ------------------------------------------- | -------- | --------------------------------- |
| Стюарт 13′ 90+4′ · Финниган 41′ · Флинн 80′ | Протокол | Кайл 67′ (пен.) 78′ · Сантана 74′ |

| Рейнджерс                                                         | 7:2      | Данфермлин Атлетик   |
| ----------------------------------------------------------------- | -------- | -------------------- |
| Елавич 21′ 59′ · Лафферти 23′ 47′ 71′ · Бугерра 38′ · Нейсмит 77′ | Протокол | Вудс 41′ · Кардл 46′ |

| Сент-Джонстон                              | 3:0      | Куин оф зе Саут |
| ------------------------------------------ | -------- | --------------- |
| Моррис 68′ (пен.) · Хабер 72′ · Миллар 74′ | Протокол |                 |

| Абердин                            | 3:2      | Рэйт Роверс         |
| ---------------------------------- | -------- | ------------------- |
| Хартли 10′ (пен.) · Вернон 56′ 78′ | Протокол | Моул 24′ · Тейд 38′ |

| Селтик                                                  | 6:0      | Инвернесс Каледониан Тисл |
| ------------------------------------------------------- | -------- | ------------------------- |
| Самарас 17′ 37′ 57′ · Хупер 21′ · Стоукс 74′ (пен.) 81′ | Протокол |                           |

| Килмарнок                         | 3:1      | Хиберниан  |
| --------------------------------- | -------- | ---------- |
| Хемилл 29′ 71′ (пен.) · Силва 74′ | Протокол | Граундс 8′ |

| Росс Каунти | 1:2 (д.в.) | Данди Юнайтед                          |
| ----------- | ---------- | -------------------------------------- |
| Вигурс 87′  | Протокол   | Гудвилли 61′ (пен.) · Бойд 101′ (авт.) |

Источник: BBC

## Четвертьфиналы
Жеребьёвка четвертьфинальных игр состоялась 23 сентября 2010 года на стадионе «Хэмпден Парк» в Глазго.
| Абердин                 | 2:1      | Фалкирк   |
| ----------------------- | -------- | --------- |
| Хартли 64′ 90+5′ (пен.) | Протокол | Мехди 33′ |

| Мотеруэлл | 1:0      | Данди Юнайтед |
| --------- | -------- | ------------- |
| Гоу 86′   | Протокол |               |

| Сент-Джонстон             | 2:3      | Селтик                      |
| ------------------------- | -------- | --------------------------- |
| Паркин 31′ · Дэвидсон 54′ | Протокол | Стоукс 8′ 13′ · Макгинн 12′ |

| Килмарнок | 0:2      | Рейнджерс               |
| --------- | -------- | ----------------------- |
|           | Протокол | Литтл 25′ · Нейсмит 61′ |

Источник: BBC

## Полуфиналы
Жеребьёвка полуфинальных игр прошла 29 октября 2010 года на стадионе «Хэмпден Парк» в Глазго.
| Абердин    | 1:4      | Селтик                                                  |
| ---------- | -------- | ------------------------------------------------------- |
| Вернон 61′ | Протокол | Коммонс 6′ · Малгрю 10′ · Рогне 21′ · Стоукс 34′ (пен.) |

| Рейнджерс             | 2:1      | Мотеруэлл |
| --------------------- | -------- | --------- |
| Эду 20′ · Нейсмит 75′ | Протокол | Лесли 66′ |

Источник: BBC, Soccerway

## Финал
| Селтик    | 1:2 (д.в.) | Рейнджерс              |
| --------- | ---------- | ---------------------- |
| Ледли 31′ | Протокол   | Дэвис 24′ · Елавич 98′ |

Источник: BBC, Soccerway